# Lao narod
Lao (Laoski Tai), narod iz skupine Tai, jezične podskupine lao-phutai, koji žive poglavito na području Laosa u dolini rijeke Mekong, oko 3.000.000 pripadnika, i 17.000 u Kambodži. Prema nekim autorima njihovo porijeklo je iz Kine, odakle su se stoljećima prije pod pritoskom Kineza povlačili na jug, i u 8. i 9. stoljeću nastanili uz rijeku Mekong. 
Većina pripadnika naroda Lao uzgajivači su riže, ali i duda zbog uzgoja dudovog svilca, palmi kokosa i drugog voća. Život u planinskom području izbjegavaju, i sela su im obično uz obale rijeka ili uz prometnice, a mogu imati od nekoliko desetina do nekoliko stotina obitelji. Kuće su izrađene od drveta ili bambusa, podignute visoko na pilonima, ispod kojih slobodno šetaju domaće životinje, poput svinja, koza i peradi. Gotovo svaka obitelj drži i goveda ili bivole radi trgovine kožom.
Wat ili budistički hram, središte je seoskog života, a budistički redovnik ima autoritet u vjerskim pitanjima. Krutih društvenih slojeva više nema, niti više postoje nasljedne elitne klase. Socijalna struktura temelji se na obitelji. Seksualni promiskuitet prije braka je relativno čest,